# Kurt Bartsch
Kurt Bartsch (Berlin, 1937. július 10. – Berlin, 2010. január 17.) német író, költő, drámaíró.

## Pályafutása
A munkáscsaládban felnövekedett Kurt Bartsch a középiskolát bizonyítvány nélkül otthagyta és sok hivatása volt, míg 1964-ben a lipcsei „Johannes-R.-Becher-Literaturinstitut” kereteiben irodalmi tanulmányait megkezdte. 1965-ben azonban itt is megszakította tanulmányait és kabaréknak, színházaknak írt illetve a kelet-berlini Sonntag című újságnak. 1979-ben kizárták a kelet-német írószövetségből és megtiltották művei színre vitelét. Egy évvel később a város nyugati felébe szökött. Szatirikus költőként kezdte pályafutását, számtalan szatirikus portrét írt különféle társadalmi csoportokról és rendkívül tehetségesen parodizálta sok írókollégáját. Az NDK-s káder-akták stílusában százával rögzítette tömör, hivatali stílusban hétköznapi emberek hétköznapi életét és a szocialista állam sikertelenségét, ezen írásaiból nőtte ki magát később Wadzeck című regénye. Hasonló tematikájú Weinacht és Wotan reitet dar című két verseskötete. Sikeresebb volt gyermekkönyvek írójaként.

## Legfontosabb művei
- Zugluft. Gedichte, Sprüche, Parodien, 1968
- Die Lachmaschine, 1971
- Kalte Küche. Parodien, 1974
- Der Bauch und andere Songspiele, 1977
- Kaderakte. Rowohlt, Reinbek, 1979 ISBN 3-49925-128-0
- Wadzeck. Rowohlt, Reinbek, 1980 ISBN 3-49925-141-8
- Die Hölderlinie. Deutschdeutsche Parodien. Rotbuch-Verlag, Berlin, 1983 ISBN 3-88022-277-0
- Weihnachten ist und Wotan reitet. Märchenhafte Gedichte, 1985
- Checkpoint Charlie, 1986
- Ödön von Horváth. Sammlung Metzler. Metzler, Stuttgart, 2000 ISBN 3-476-10326-9
- Fanny Holzbein. Ullstein Verlag, Berlin, 2004 ISBN 3-55008-605-9